# Заповідник Каясувка
Каясувка — пагорб, вкритий однойменним заповідником неживої природи, розташований у гміні Черніхув Краківського повіту Малопольського воєводства — між селами Пшегіня Духовна та Чулувек . Це унікальний тектонічний каркас, складений з юрських вапняків і частково вкритий ксеротермною рослинністю.

## Структура і побудова

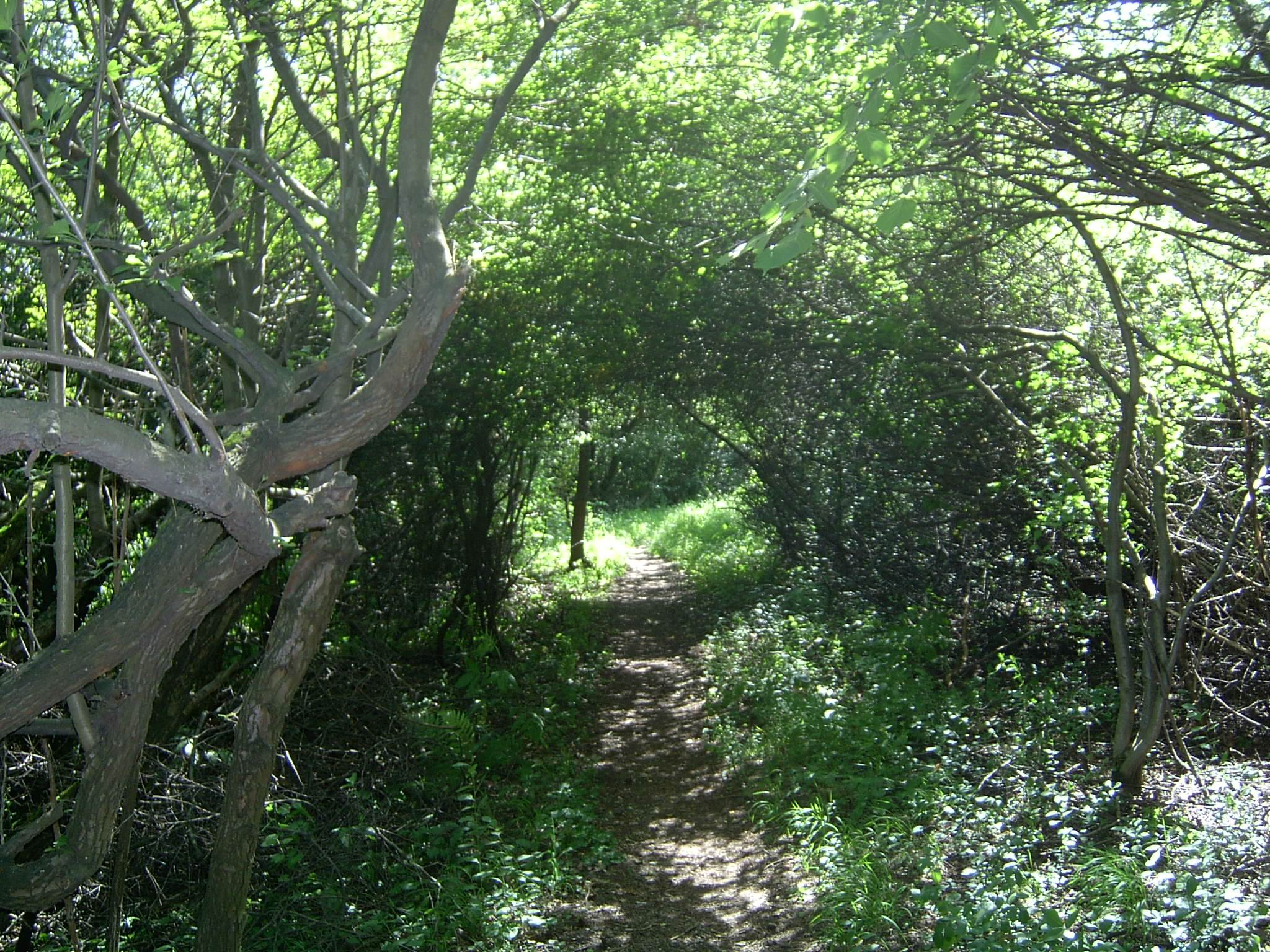

Тектонічний каркас Каясувки являє собою пагорб приблизно 2,5 км і максимальною шириною 0,3 км, головний напрямок схід-захід, обмежений зонами розломів. Розділяється двома тектонічними западинами (жолобами): з півночі западиною Рибної, з півдня западиною Холежин-Пулвєсь. Гряда пагорба із західного боку широка та полога, а зі східного – вузька, з крутими схилами.
У південній і східній частинах пагорба, в скельних стінах і покинутих кар'єрах, є оголені вапнякові скелі (двох різновидів: скелясті і піщані) юрського періоду, з яких будується каркас. У гірських породах є численні скам'янілості губок і криноїдів.
Найвища вершина Каясувки - Бустрик. На Каясувці також є невелика печера Пшегінська з двома отворами та коридором приблизно 10 м.

## Флора і фауна
Пагорб Каясувка вкрита лісом (сосновий та субконтинентальний дубово-грабовий ліс). На кам'янистих схилах зустрічаються зарості ряду щитоподібних. Особливу природну цінність становлять розташовані там ксеротермні лугові угруповання Inuletum ensifoliae. Останні, щоправда, за останні десятиліття значно збідніли і зараз займають невелику площу – внаслідок припинення розведення великої рогатої худоби їх замінюють зарості терну. Тут ви можете знайти, серед іншого: лоза безстеблова, морозник звичайний, морозник широколистий, первоцвіт звичайний і калина коралінова.
На ксеротермних луках Каясувки зустрічається рідкісний у Польщі вид метеликів – дріада ломиколомка.

## Охорона природи
Пагорб Каясувка є заповідником неживої природи. Заповідник створений у 1962 році і займає площу 11,83 га . Знаходиться в межах Руднянського ландшафтного парку. Крім того, пагорб є частиною зони Natura 2000 « Rudniańskie Modraszki-Kajasówka », яка є спеціальною охоронною територією для місць проживання метеликів.

## Туризм
Чорна туристична стежка з Русоциці веде до Каясувки. Крім того, на пагорбі розмічено туристично-пізнавальний шлях, який демонструє його геологічну будову та рослинність, що її покриває.

## Виноски
1. ↑  Rezerwat przyrody Kajasówka. Centralny Rejestr Form Ochrony Przyrody. Generalna Dyrekcja Ochrony Środowiska. Процитовано 10 травня 2019.
2. Piotr Dmytrowski, Anna Gał, Marek Kołodziej: Rudniański Park Krajobrazowy: Mini przewodnik. red. Jerzy Zawartka. Kraków: Zespół Parków Krajobrazowych Województwa Małopolskiego, 2013, ss. 11, 15, 21. ISBN 978-83-7475-898-7. [dostęp 2017-02-19].
3. Rezerwat przyrody Kajasówka. Twoja Małopolska: Przewodnik po Małopolsce. Архів оригіналу за 20 лютого 2017. Процитовано 19 лютого 2017.
4. Rezerwat przyrody Kajasówka. Murawy kserotermiczne Małopolski. Процитовано 19 лютого 2017.
5. Rudniańskie Modraszki – Kajasówka. Katalog obszarów Natura 2000. Instytut na Rzecz Ekorozwoju. Процитовано 6 березня 2018.